# Andréa Fileccia
Andréa Fileccia (sinh ngày 6 tháng 12 năm 1991) là một cầu thủ bóng đá người Bỉ thi đấu ở vị trí tiền đạo cho Maritzburg United ở Premier Soccer League.

## Sự nghiệp
Fileccia rời câu lạc bộ trẻ ở Bỉ Mons vào mùa hè năm 2008 để gia nhập Feyenoord Academy ở Hà Lan. Sau khi thi đấu cho đội trẻ Feyenoord trong 2 mùa giải, anh gia nhập câu lạc bộ Eredivisie Excelsior theo dạng cho mượn. Fileccia ra mắt cho Excelsior ngày 7 tháng 8 năm 2010. Anh thay cho Daan Bovenberg ở phút 65, nhưng không thể giúp Excelsior tránh khỏi thất bại mở màn trên sân khách trước De Graafschap (3–0).
Fileccia gia nhập Maritzburg United vào ngày 8 tháng 7 năm 2016.

## Thống kê
| Thành tích câu lạc bộ       | Thành tích câu lạc bộ | Thành tích câu lạc bộ | Giải vô địch | Giải vô địch | Cúp      | Cúp       | Châu lục | Châu lục  | Tổng | Tổng |
| --------------------------- | --------------------- | --------------------- | ------------ | ------------ | -------- | --------- | -------- | --------- | ---- | ---- |
| Câu lạc bộ !\| Giải vô địch | Số trận               | Bàn thắng             | Số trận      | Bàn thắng    | Số trận  | Bàn thắng | Số trận  | Bàn thắng |      |      |
| Netherlands                 | Netherlands           | Netherlands           | Giải vô địch | Giải vô địch | KNVB Cup | KNVB Cup  | Châu Âu  | Châu Âu   | Tổng | Tổng |
| 2010–12                     | Excelsior             | Eredivisie            | 1            | 0            | 0        | 0         | -        | -         | 1    | 0    |
| Tổng                        | Netherlands           | Netherlands           | 1            | 0            | 0        | 0         | 0        | 0         | 1    | 0    |
| Tổng cộng sự nghiệp         | Tổng cộng sự nghiệp   | Tổng cộng sự nghiệp   | 1            | 0            | 0        | 0         | 0        | 0         | 1    | 0    |

Thống kê chính xác đến trận cuối cùng diễn ra on 7 tháng 8 năm 2010.